# Monte Tamaro
El Tamaro és una muntanya de Suïssa, al cantó de Ticino, amb una altitud de 1.960 m. Té un refugi prop de la cima.